# Monilióza

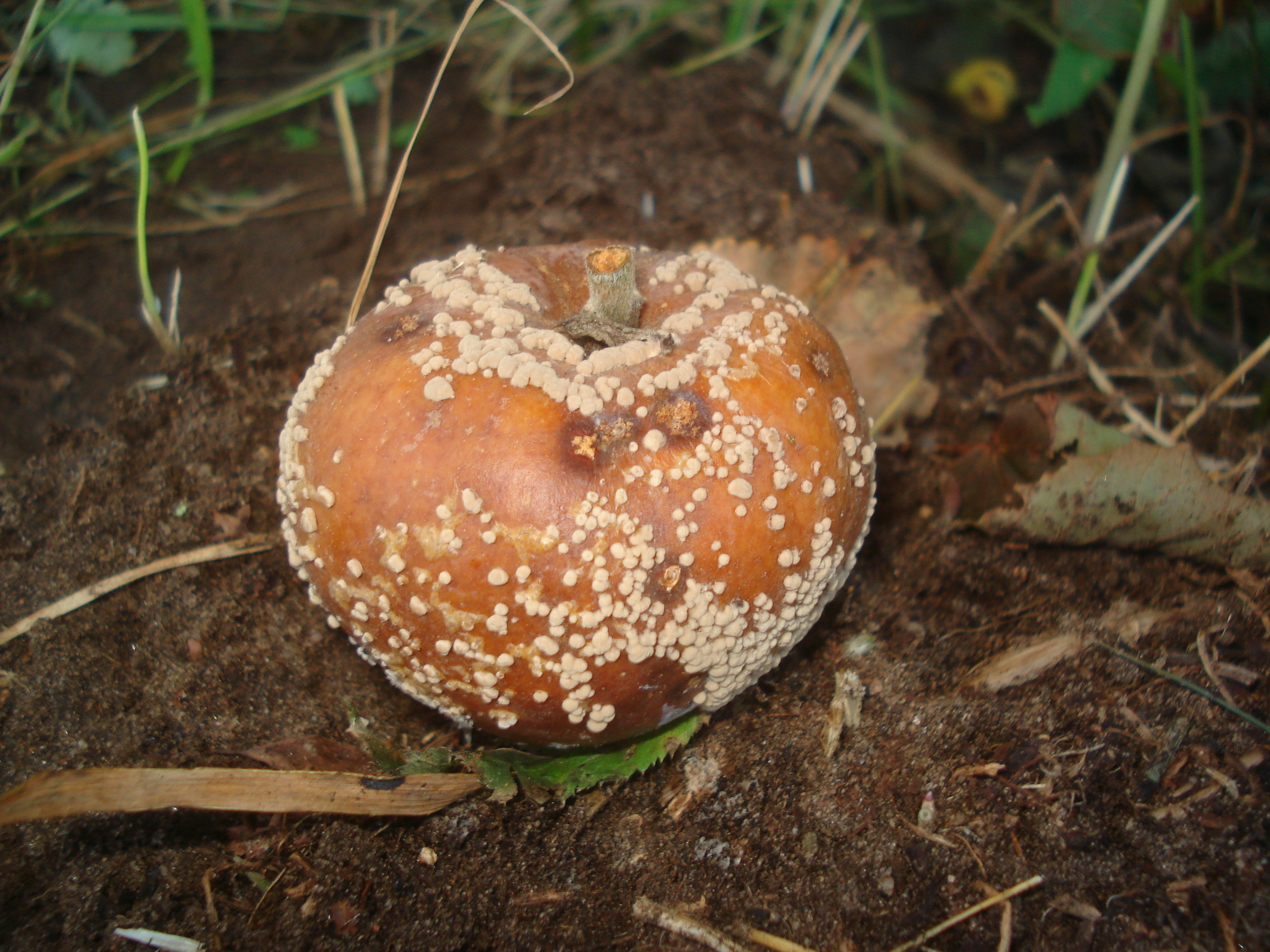
Napadené jablko

Monilióza neboli moniliová hniloba jádrovin je choroba ovocných stromů, která se projevuje především napadením plodů a letorostů. Je způsobena cizopasnými houbami rodu hlízenka (Monilinia), často hlízenkou ovocnou (Monilinia fructicola). K dalším častým původcům choroby patří např. hlízenka chabá (Monilinia laxa). Hlízenka ovocná je karanténní škodlivý organismus.
Patogen je uveden v seznamu karanténních škodlivých organismů EPPO (European and Mediterranean Plant Protection Organization).

## Synonyma patogenu

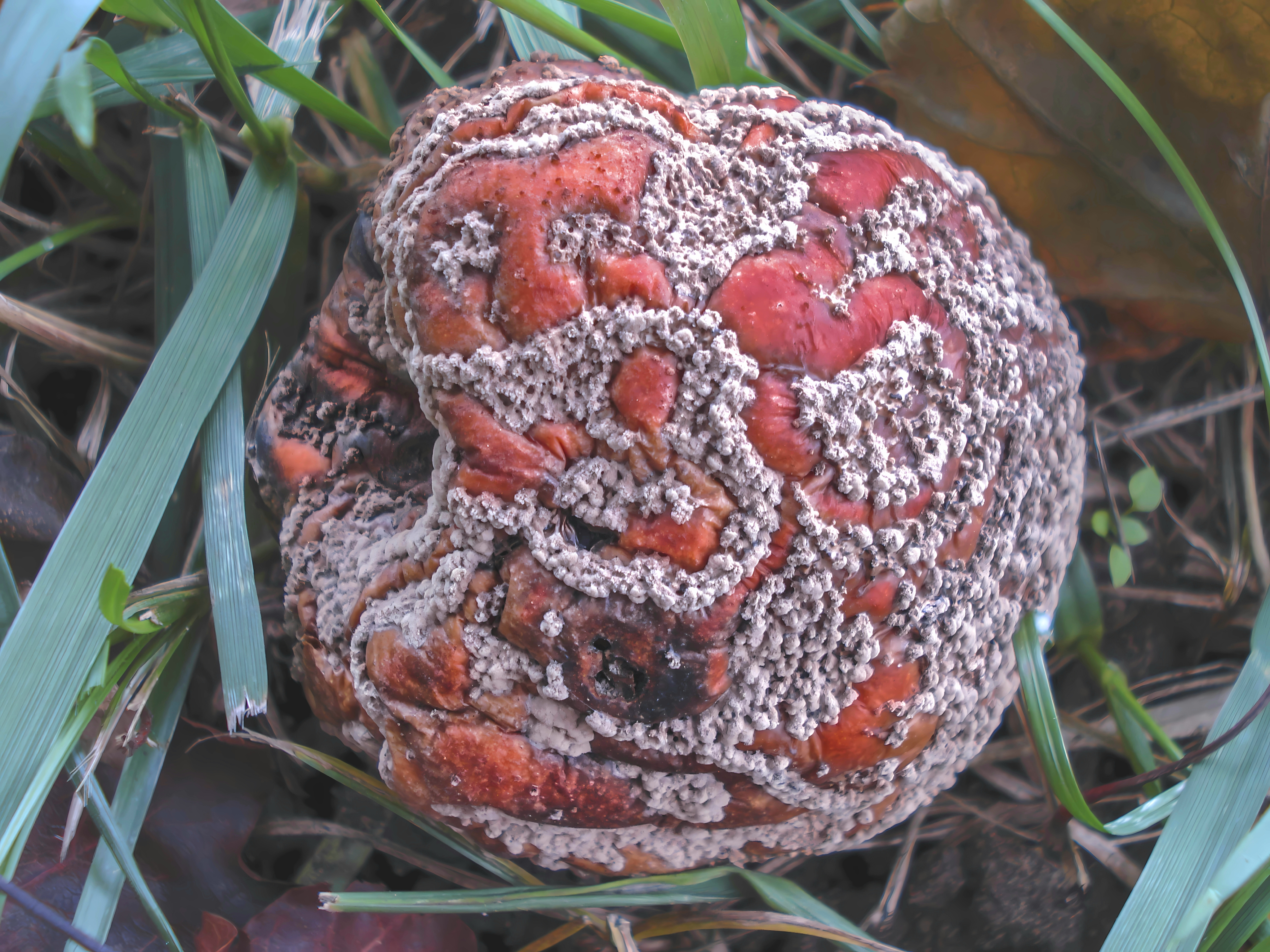
Mumifikovaný plod

Podle www.biolib.cz

### Vědecké názvy
Podle biolib.cz je pro patogen Monilinia fructigena používáno více názvů, např. Sclerotinia fructicola nebo Stromatinia fructigena.
Podle biolib.cz je pro patogen Monilinia laxa užíváno více názvů, např. Monilia cinerea nebo Sclerotinia cinerea.

### České názvy
Podle botany.cz jsou pro hlízenku ovocnou užívány také názvy
- černá moniliová hniloba
- hnědá moniliová hniloba
- hlízenka malvicová aj.[2]

Pro chorobu způsobenou patogenem hlízenka chabá jsou používány názvy
- moniliová hniloba plodů peckovin
- moniliová spála
- moniliový úžeh.

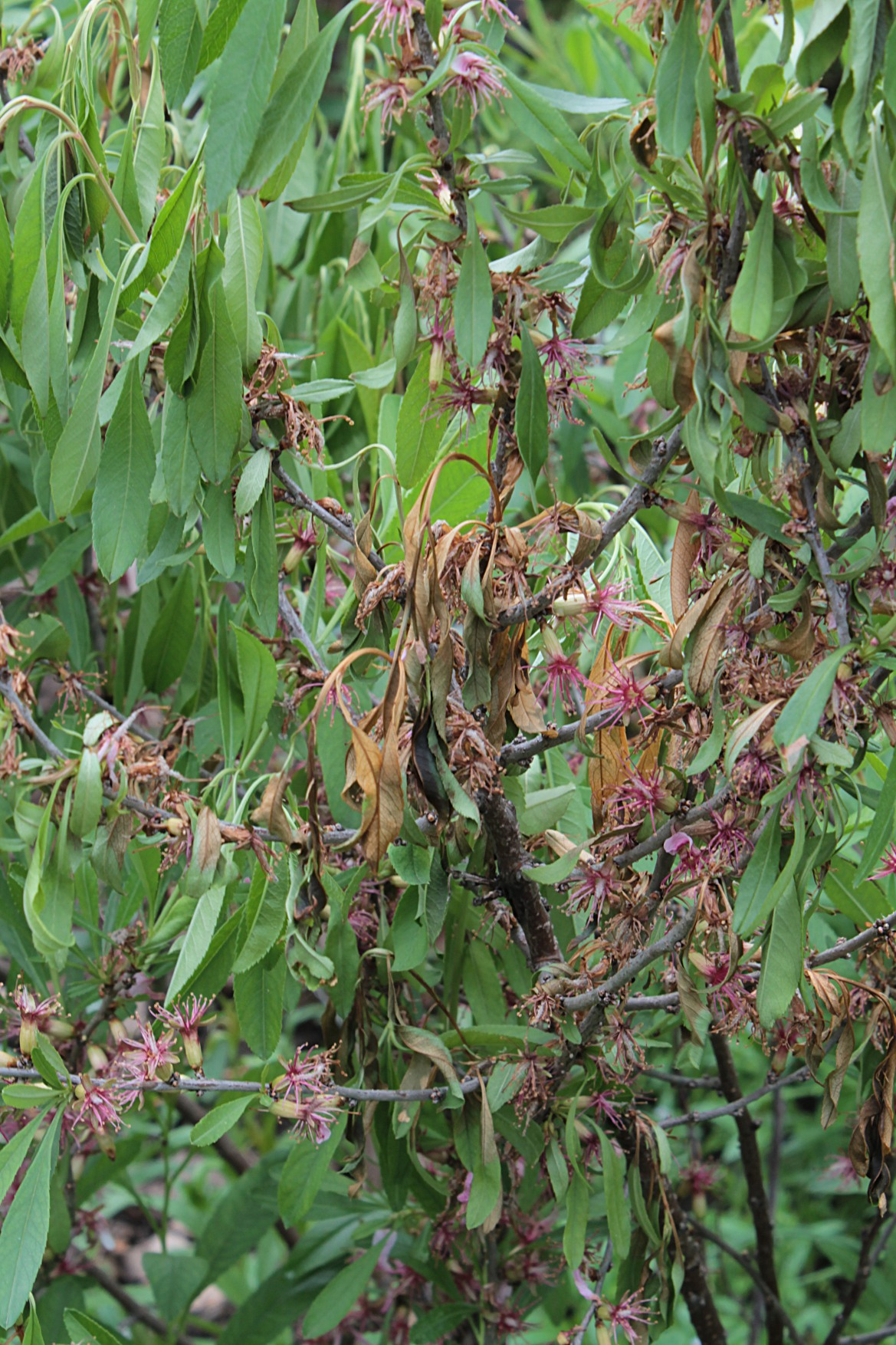
Hlízenka chabá (Monilinia laxa) jako poškození větví na mandloni trojlaločné (Prunus triloba)
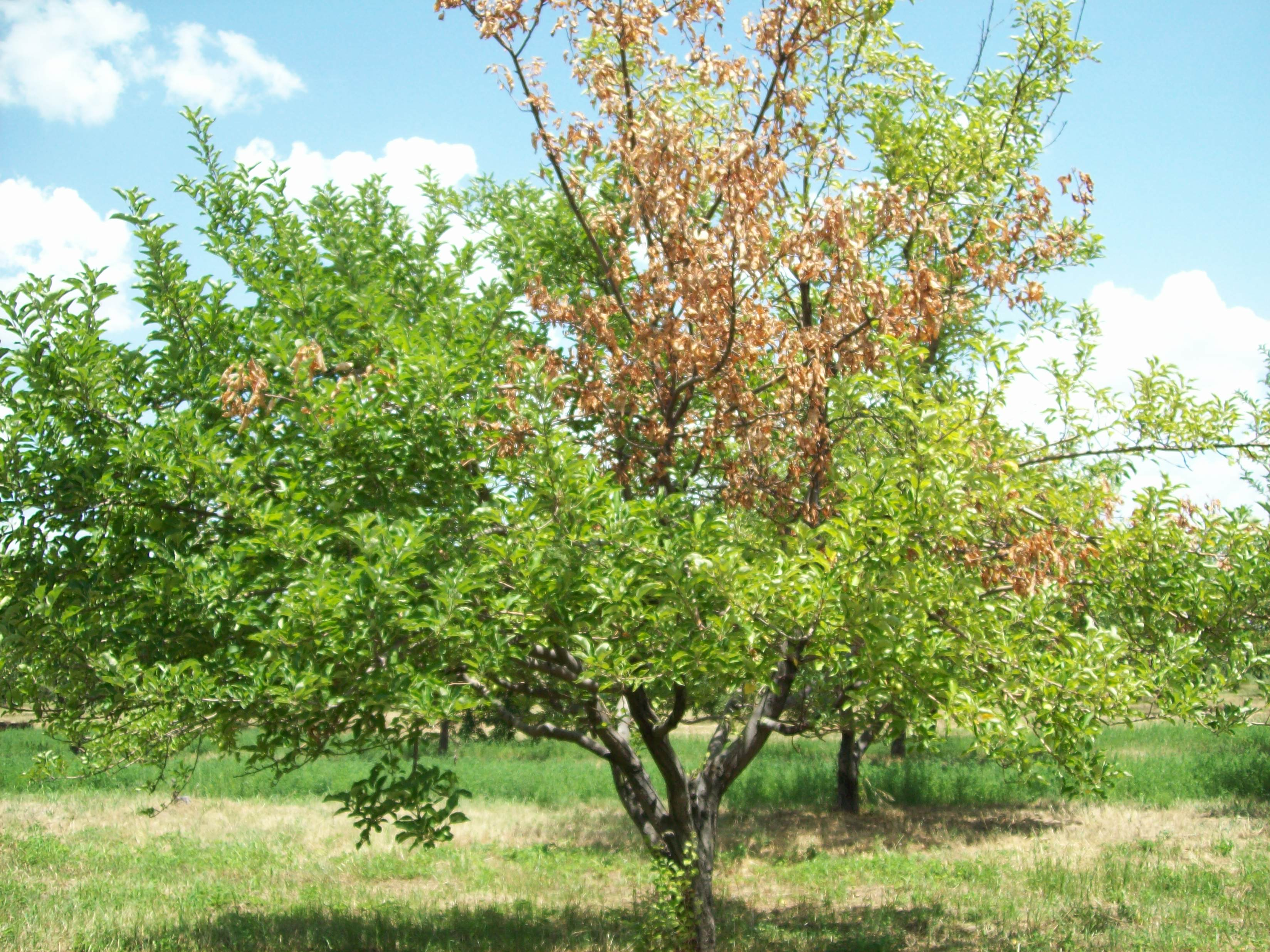
Monilióza jako „moniliový úžeh“ na jabloni
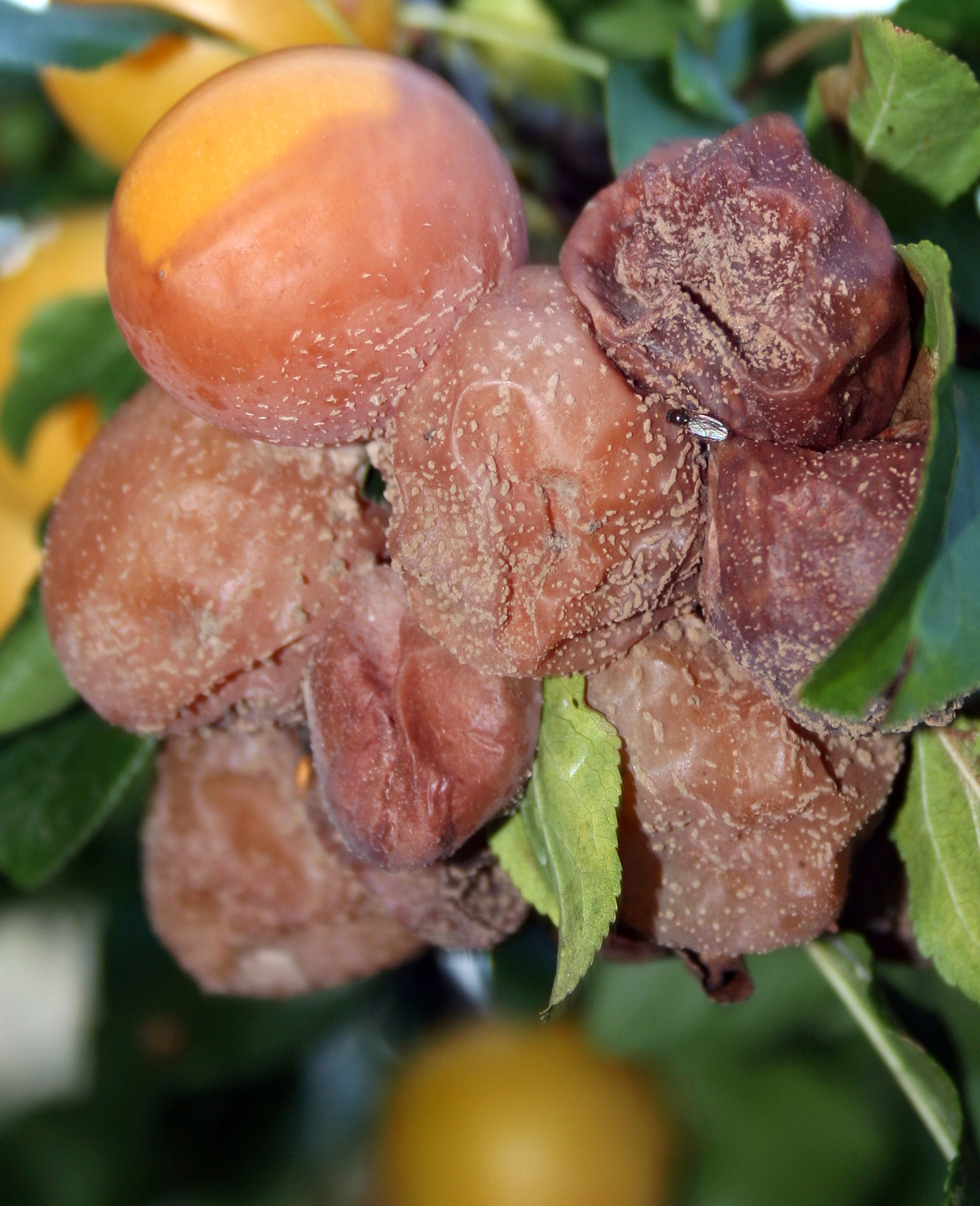
Monilióza působí velké škody na dozrávajícím ovoci

## Zeměpisné rozšíření
V Asii se patogen vyskytuje v Číně, Koreji, Indii, Japonsku, Jemenu a na Tchaj-wanu. Větší rozšíření je na americkém kontinentu, a to v Kanadě, Mexiku, USA (např. Florida, Idaho, Kalifornie, Kreton, Texas), na jižní části kontinentu v Argentině, Bolívii, Brazílii, Ekvádoru, Paraguay, Peru, Uruguay, Venezuele. V Africe je výskyt potvrzen v Zimbabwe, patogen se vyskytuje i v Austrálii a na Novém Zélandu.

### Výskyt v Evropě
Výskyt v Evropě není zmapován. V regionech EPPO jsou běžně zřizovány plantáže jabloní, hrušní a broskvoní, což jsou nejčastější místa výskytu choroby. V Evropě je výskyt hlízenky ovocné potvrzen pouze v České republice, Francii, Rakousku, Španělsku a Maďarsku. 

### Výskyt v Česku
V roce 2006 při detekčním průzkumu Státní rostlinolékařskou správou byl v České republice laboratorně potvrzen výskyt fytopatogenní houby Monilinia fructicola na ovocných a okrasných dřevinách rodu Prunus a Malus. Při detekčním průzkumu byla potvrzena domněnka, že Monilinia fructicola a Monilinia laxa jsou původci tzv. květní spály, kdežto hnilobu plodů způsobuje Monilinia fructigena, Monilinia laxa i Monilinia fructicola. 

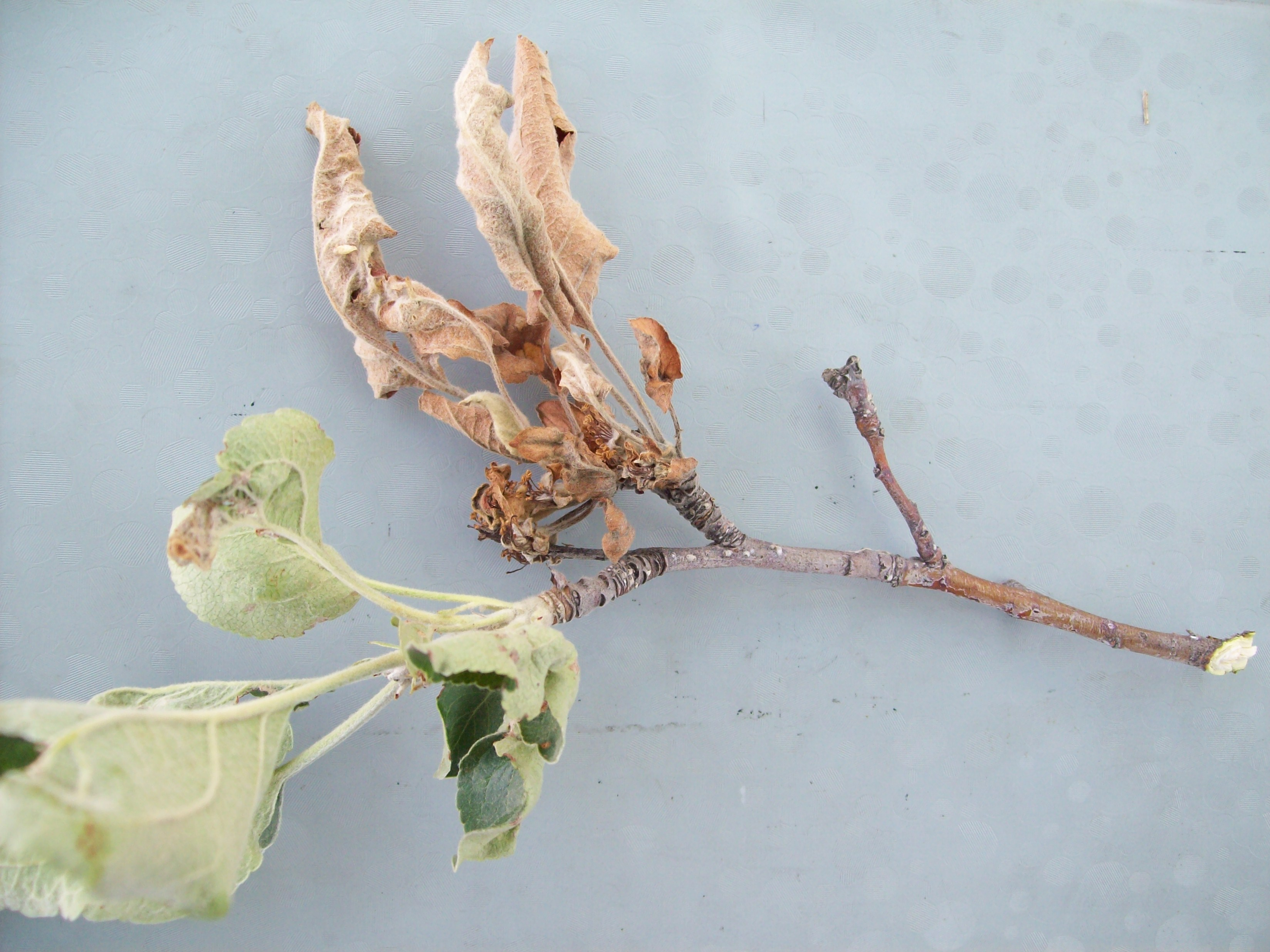
Napadený letorost

## Hostitel
Druhy z čeledi růžovité (Rosaceae)
- broskvoň
- slivoň
- třešeň
- jabloň
- hrušeň
- kdoulovec
- hloh
- kdouloň
- jahodník
- lokvát
- réva vinná

V regionu EPPO bývají nejvíce napadány broskvoně, jabloně a hrušně. 

## Příznaky

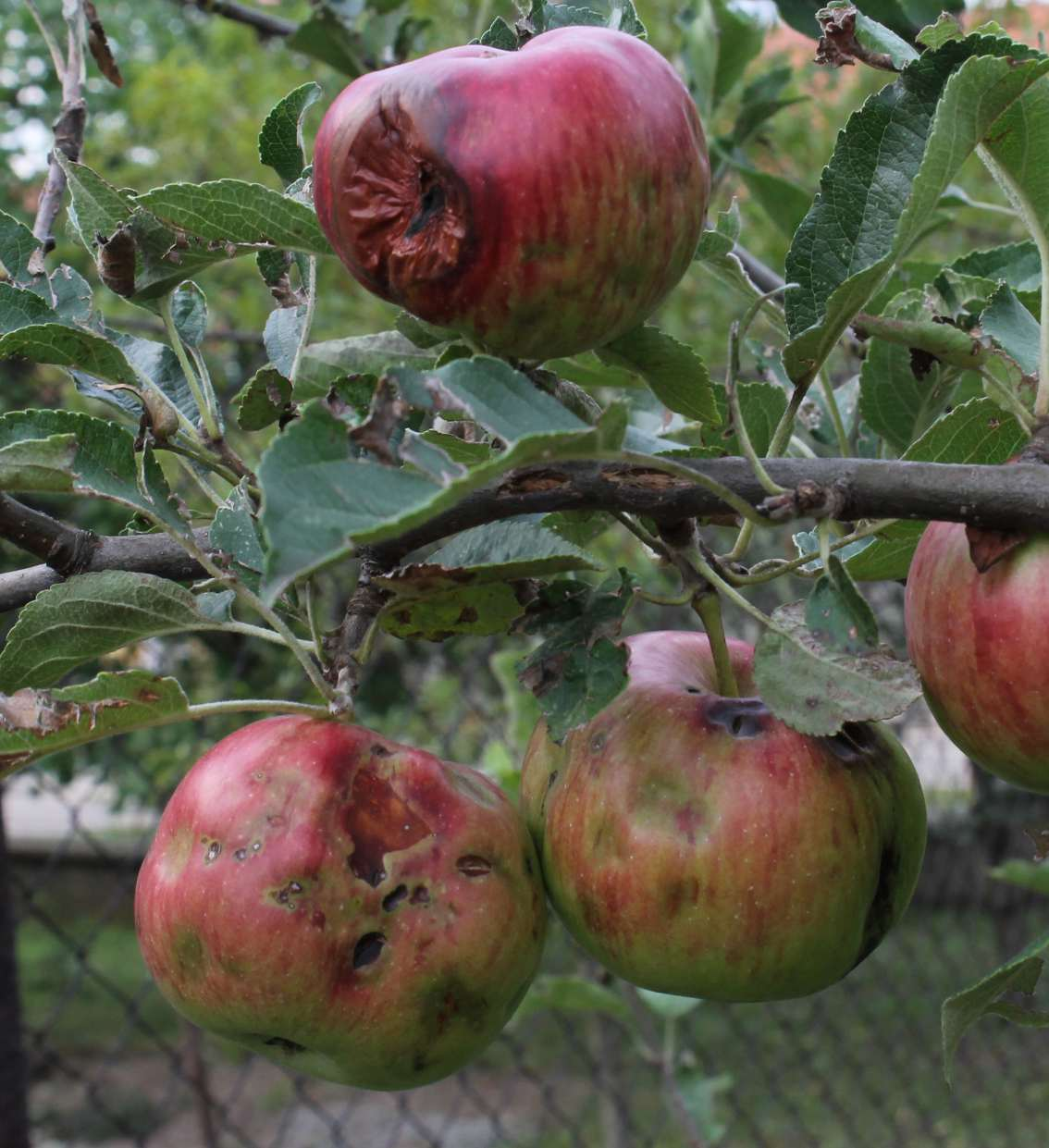
Monilióza jako důsledek krupobití

- Květy hnědnou, zavadají a odumírají.
- Letorosty – léze, většinou vpadlé, s ostrým ohraničením.
- Plody – hnědá hniloba.

Pro přesnou identifikaci je nezbytný laboratorní test.  Identifikace je možná na základě charakteristického růstu kolonie na živných médiích, jako je rychlost růstu, vzhled kolonie, morfologie (tvar, velikost konidií, způsob jejich klíčení).
Rychlost růstu mycelia na PDA při 22 °C (UV záření / 320–380 nm) je 9–20 mm za 24 hodin. Primární mycelium má tenkostěnné hyfy, obvykle přes 250 μm dlouhé a 7–10 μm široké před vytvořením první přehrádky. Konidie 8–28 x 5–19 μm velké (nejčastěji 12–16 x 8–11 μm), bezbarvé. 

### Květy
Květní infekce snižuje počet květů a zvyšuje riziko napadení plodů. Květ je zdrojem infekce. Květy hnědnou, zavadají a odumírají. Někdy bývají obaleny béžově šedou plísní. Náchylnost ke květní infekci je různá.

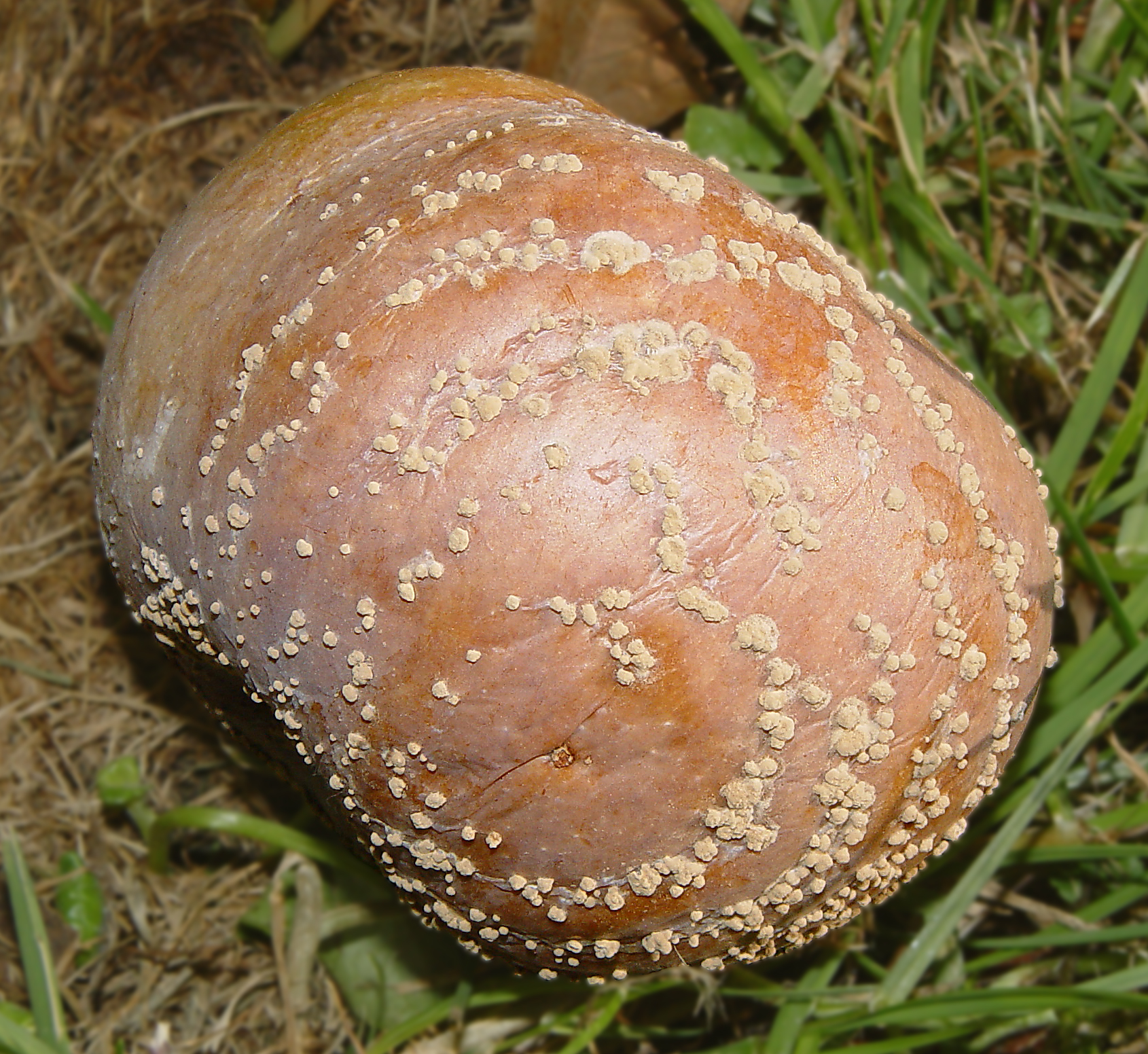
Typické soustředné kruhy plodnic

### Letorosty
Přímá infekce letorostů je možná při poranění. Letorosty jsou obvykle napadány, jestliže napadené květy neopadnou; houba jimi prorůstá přes květní stopky do větévek. Na nich se začnou tvořit oválné léze, které obepnou větévku a v místě přechodu mezi zdravým a napadeným pletivem se objevuje klejotok. Větve vadnou a odumírají.

### Plody
Po napadení plodu plod měkne, na plodech se objevuje hnědá hniloba v podobě světle hnědých skvrn. Anamorpha Monilia fructigena vytváří na povrchu těchto skvrn koncentricky soustředěné polštářky bělavých, postupně hnědnoucích plodniček houby (konidioforů) a konidií. Mumifikované plody visí na stromě přes zimu, plod je pak zdrojem infekce.
Monilióza se může vyskytnout i ve skladu, na skladovaných, při sklizni zdánlivě zdravých plodech. Zralé ovoce může shnít během dvou dnů v závislosti na teplotních podmínkách. U napadených jablek se někdy neobjevují konidiofory s konidiemi. Napadený skladovaný plod celý zčerná („černá hniloba“). 

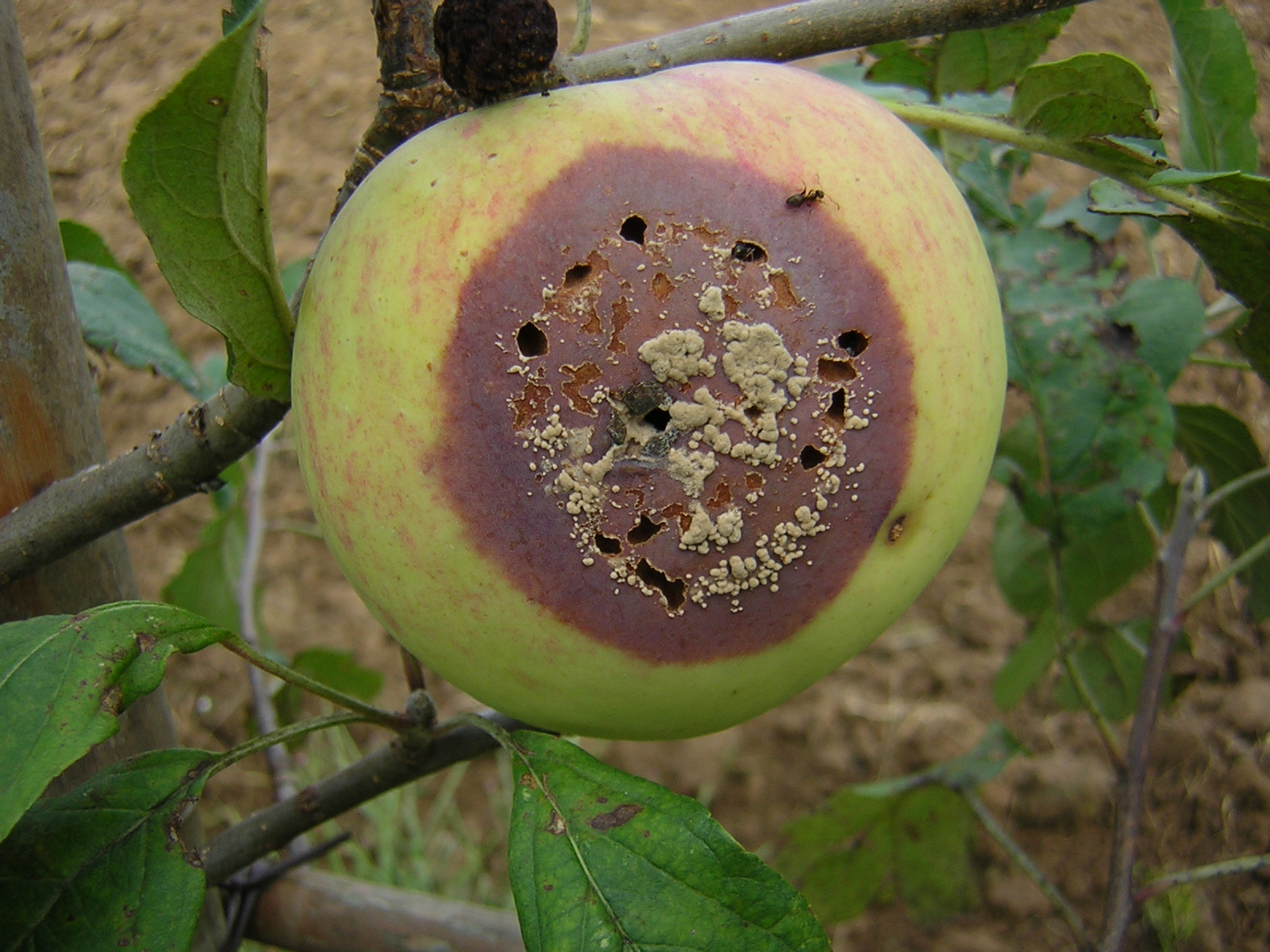
Monilióza bývá často důsledek poškození ovoce hmyzem, nejčastěji vosou

## Význam
Choroba způsobuje v oblastech nákazy vážné škody, zejména na peckovinách (Prunus spp.), a to jak před, tak po sklizni. Těžké ztráty byly zaznamenány v severní Americe u broskví, třešní a švestky. Ztráty 1 000 000 AUD byly zaznamenány u broskve v roce 1969 v oblasti Murrumbidgee (Austrálie), a těžké ztráty byly hlášeny také u meruněk v Tasmánii.
Choroba patří mezi nejvýznamnější choroby skladovaného ovoce v ČR.

## Biologie
Anamorfní stadium patogena přezimuje na mumifikovaných plodech nebo na napadených částech stromu, jako jsou větévky, okvětní stopky nebo nekrotické léze na větvích.  Houba přezimuje ve formě ascospor, z kterých se uvolňují spory houby, a ta se šíří dál. Houba se do rostliny dostane často ranou způsobenou mechanickým poškozením (odřená kůra, plody poškozené hmyzem, stopky od plodů, aj.) ale v závislosti na infekčním tlaku proniká i zcela zdravou pokožkou nebo průduchy.

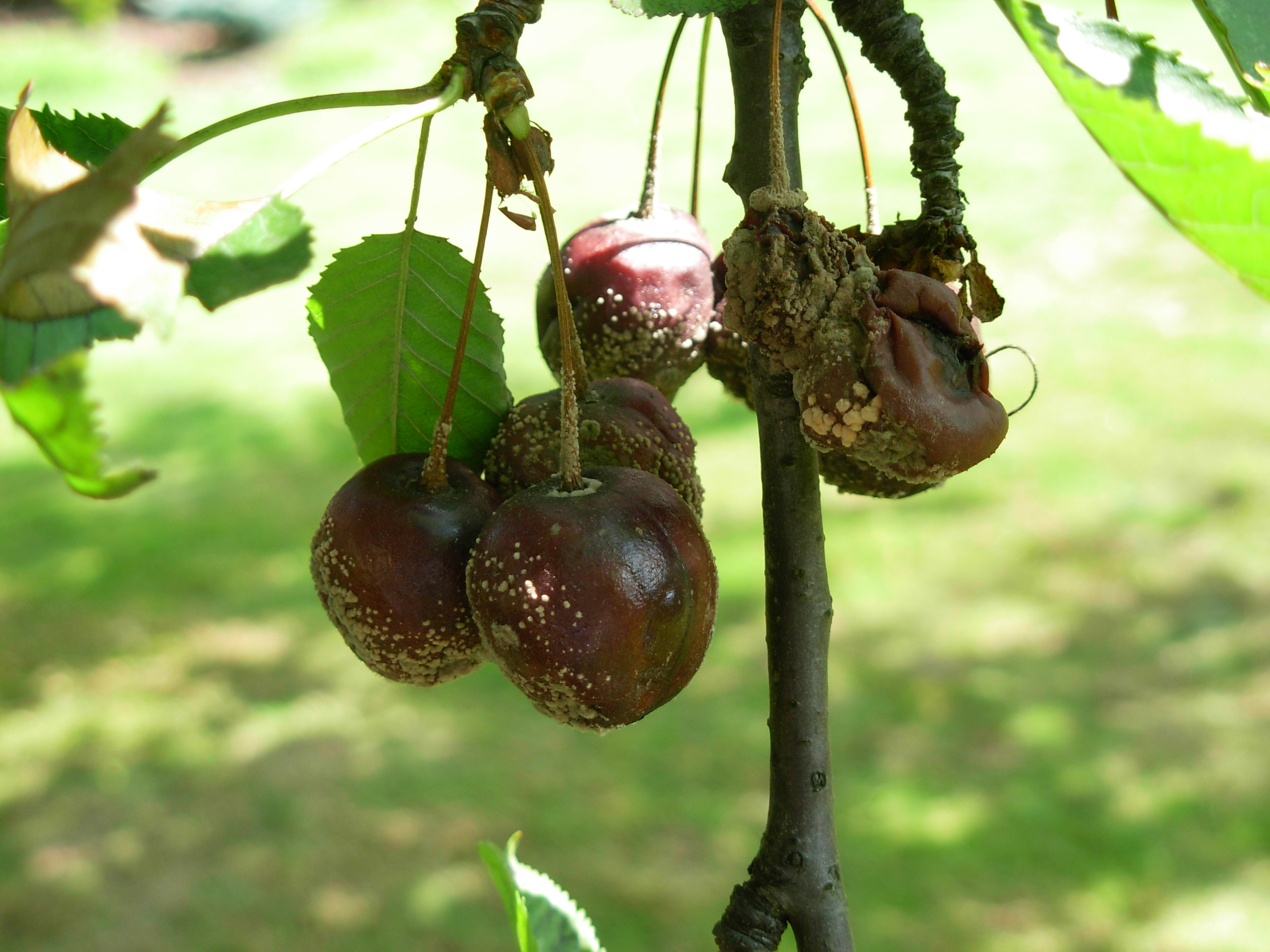
Monilióza (Monilia laxa) na třešních.

Patogen napadá různé části rostlin, nejčastěji plody a květy. Při napadení houba vniká do pletiv svými houbovými vlákny (tzv. hyfy), a tvoří podhoubí (tzv. mycelium). Poté vytvoří na povrchu napadené části plodničky (miskovité plodničky typu apothecium). Během vegetace se z místa napadení uvolňují konidie (nepohlavně množené spory hub). Konidie (spory) se tvoří na jaře za vlhkých podmínek. Spory infikují květy, pupeny, větve a listy. Významnou roli při šíření patogenu hraje vlhkost. Bez vlhkosti je infekce patogenem nulová, při vlhkosti trvající tři hodiny je infekce nízká, ale při vlhkosti trvající 15 hodin dochází k významné infekci. 
Houba přezimuje ve větvích, ve spadaných plodech, v mumifikovaných plodech na stromě, a na listí.
Produkce konidií (nepohlavně množené spory) je závislá také na teplotě. Pro rozvoj choroby jsou optimální denní teploty 20 – 25 °C a chladné noci. 
Teleomorpha se u evropských druhů Monilia fructigena a M. laxa objevuje zřídka. Je významná v životním cyklu M. fructicola. Apotecia bývají nahodile vytvořeny na jaře na mumifikovaných plodech, které spadly na zem a jsou překryté zeminou.

## Šíření
Spory patogenu se mohou šířit větrem a hmyzem. 

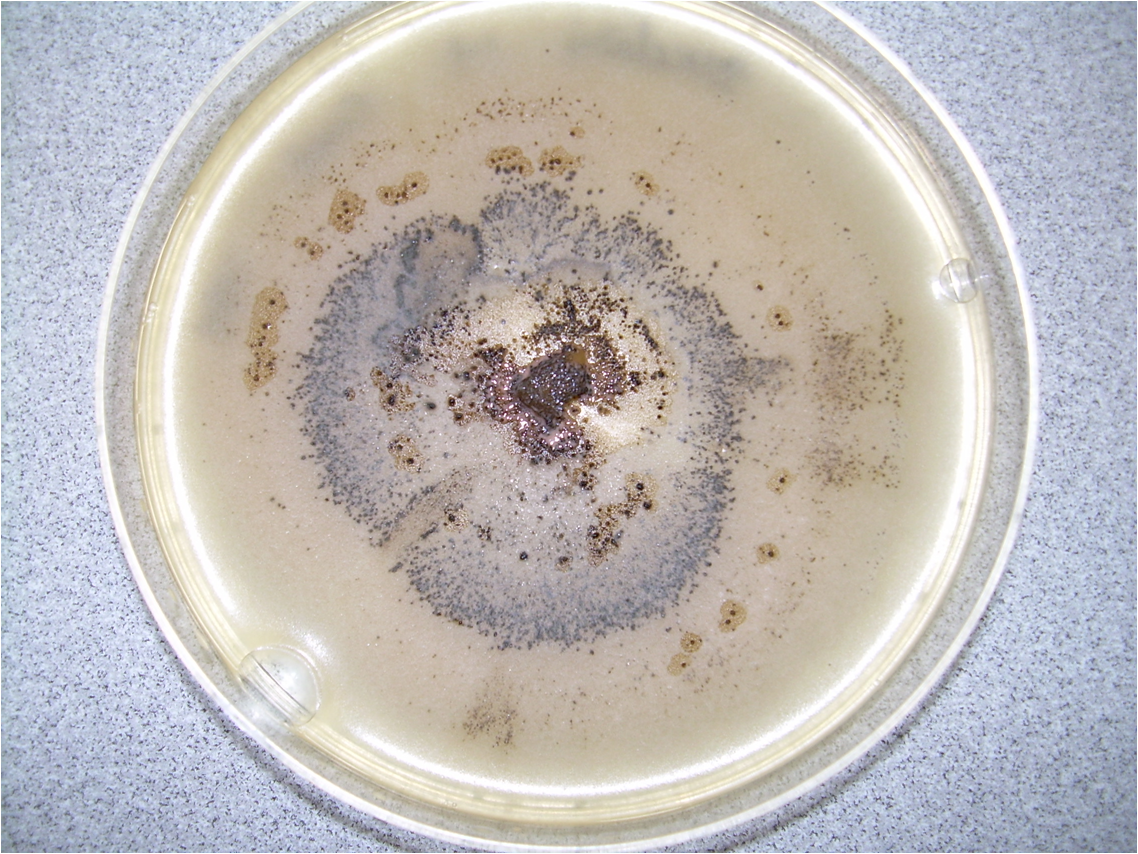
Monilia fructigena na Petriho misce

## Ochrana rostlin
Nejdůležitější je preventivní a agrotechnické opatření. Sběr a likvidace napadených plodů (plod by určitě neměl zůstávat celou zimu na stromě nebo v jeho okolí – například spadlý pod stromem -, protože na jaře bude prvotní příčinou šíření této choroby), hrabání a likvidace listí, výběr vhodných odrůd, správná poloha ovocného sadu, aj. Dále je důležitá ochrana postřiky. Zejména na motýly, kteří plody poškozují. Použitím insekticidu proti obaleči jablečnému, a použitím fungicidu proti strupovitosti jablek se snižuje riziko napadení moniliózou. 

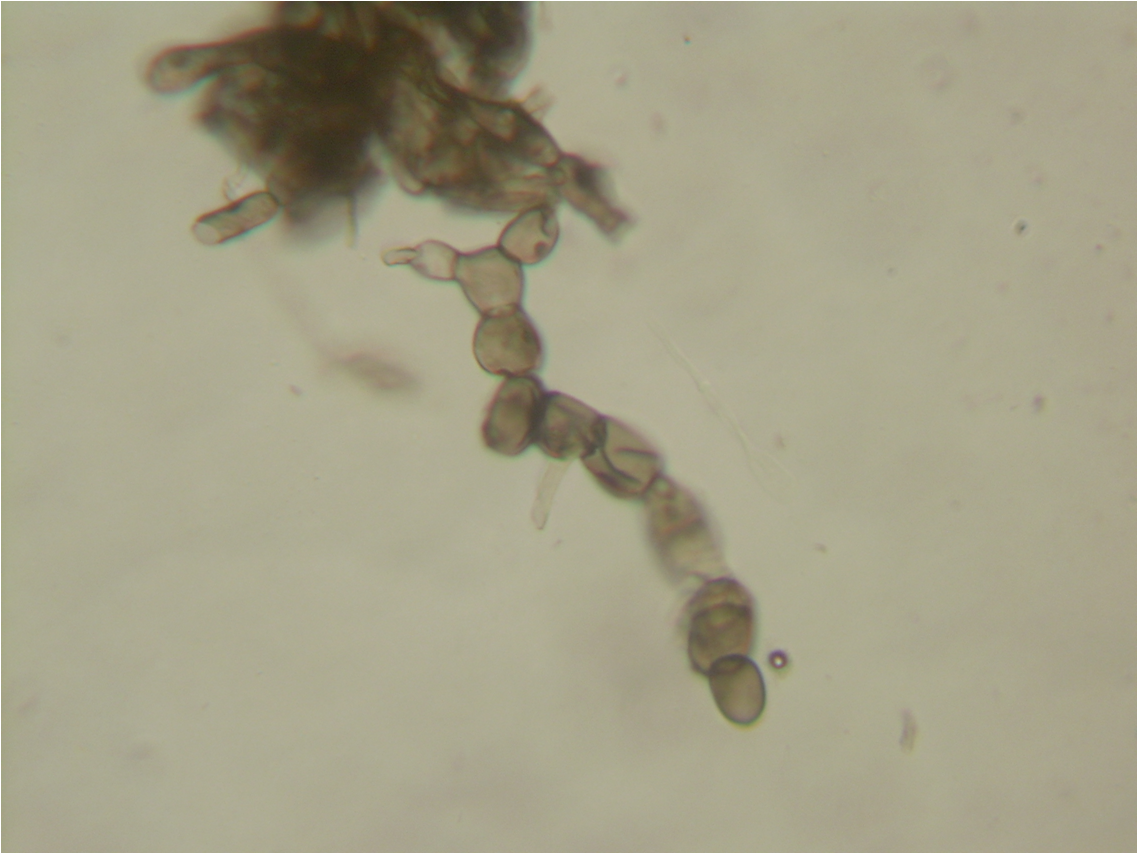
Mikrosnímek.

### Prevence
Vhodnou ochranou je skladování pouze nenapadeného a nepoškozeného ovoce, provádění kvalitního řezu, očista nářadí a mechanizačních prostředků. 

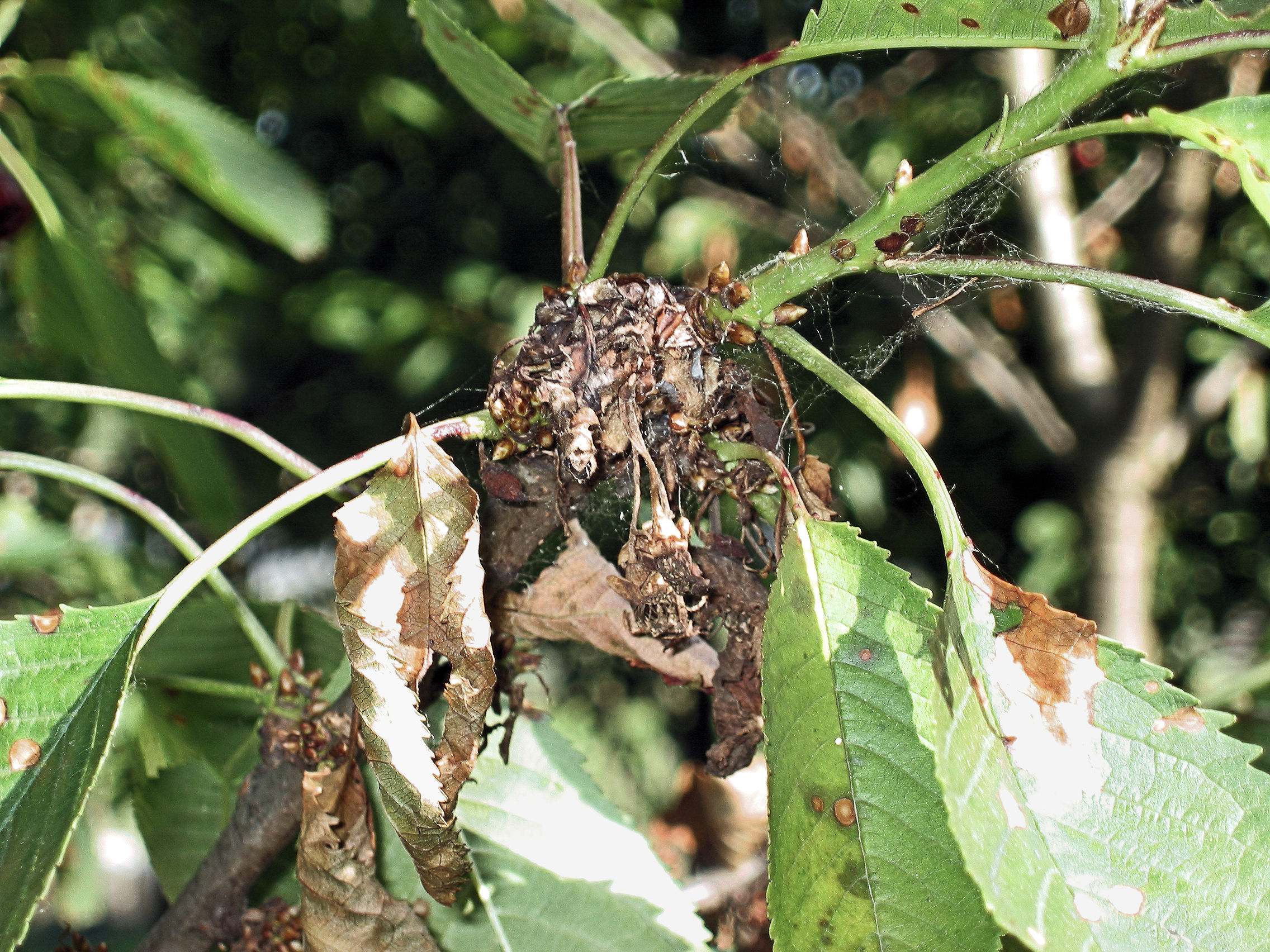
Květy třešní zničené moniliózou.

Drobným pěstitelům je doporučeno shrabovat listí a kompostovat shnilá jablka a mumifikovaná pod vrstvou zeminy. Je vhodné odstraňovat mumifikované plody ze stromu.

#### Chemická ochrana
K nařizovaným opatřením patří preventivní ošetření fungicidy. K doporučovaným opatřením patří insekticidy působící proti přenašečům spor (např. vosám).

#### Agrotechnická opatření
Agrotechnická opatření sloužící k ochraně spočívají v odstraňování a likvidaci napadených větví a plodů. 

#### Karanténa
Karanténním opatřením je zákaz přemísťování plodů z napadených sadů do zahraničí.